# いい旅チャレンジ20,000km
いい旅チャレンジ20,000km（いいたびチャレンジにまんキロ）は、1980年（昭和55年）3月15日から10年間行われた日本国有鉄道（国鉄）のキャンペーンである。

## 概要
当時営業キロ20,000km強・242線区あった国鉄全旅客営業鉄道路線の完乗を目的とするものであった。期間中に国鉄は分割民営化されJRグループとなったが、キャンペーンはそのまま引き継がれ、1990年（平成2年）3月14日に当初の予定通り終了した。この間の特定地方交通線の廃止等により、キャンペーン終了時の線区数は167線区に減った。
元々は、宮脇俊三著作の『時刻表2万キロ』がヒットしたことから生まれたキャンペーンだと言われている。
キャンペーン開始当初、国鉄は10年間で40万人の参加者と75億円の増収効果をもくろんでいたという。実際の参加者数は「5万5千人以上」であった。
また、1979年から1980年にかけて制定が進められていた日本国有鉄道経営再建促進特別措置法（国鉄再建法）におけるローカル線廃止（いわゆる特定地方交通線）の動きとの関係で、「地元と廃止の協議を開始するというときに、くまなく乗ってくれというのは矛盾」との意見が国鉄内部にあり、キャンペーンの検討から発表まで時間がかかったようだとの指摘が当時なされている。
開始から5ヶ月後の8月に、キャンペーンによる最初の完乗者（キャンペーンでは「完全踏破者」）が出現し、1980年だけで12人が完乗した。主催者側は「10年間で5人も成功すれば」とみていたが、最終的な完乗達成者は約1500人に達した。
完乗者の最年長は80歳、単独での最年少は12歳であった。また、期間内の個人最多完乗回数は5回である。

## 認定ルール
ある路線の起点駅と終着駅で自身と駅名標が写った写真を撮り、これに乗車日・乗車区間等を記載した所定の認定申告書を添えて事務局に送付しその路線を走破（当キャンペーンでは「踏破」と呼称した）したことを申告すると、その路線の踏破を証明する踏破記録認定証と踏破認証シールが事務局より与えられる。さらに特典として会員より事務局に申告された踏破した路線数に応じて記念品がもらえるというものであった。キャンペーンの検討に際しては、起点・終着駅の駅員（無人駅の場合は列車の乗務員）が証明のサインを専用冊子におこなう案もあったが、職員の手間がかかりすぎるという理由で採用されなかったという。
当キャンペーンのルールにおける「路線」とは国鉄及びJR各社の正式な路線（線路名称に基づく路線名）を指していた。したがって実際の列車運用が正式な起点・終着駅と異なる場合は特例として列車自体の始発・終着駅の写真が認められ（ただし、完全踏破には正式な起点・終着駅が必要）、また路線を全線走破する列車がない場合は途中の乗換駅での写真も必要となった。国鉄が鉄道事業の一環として運行していた航路（鉄道連絡船。キャンペーン開始当時は青函航路・宇高航路・仁堀航路・宮島航路の4路線が就航）は対象外であった。
なお、キャンペーン開始当時、新幹線には独立した線路名称は与えられていなかったが、当初から独立した路線（東海道・山陽新幹線をあわせて1路線）としてカウントされた。また、大阪環状線については起点・終着駅とも大阪駅であるため、例外として同駅の他に天王寺駅の写真が必要とされた。キャンペーン開始当時、正式な起点・終着駅について特殊な事情の存在した下記の路線は、実状に応じた変更がなされている（いずれも『踏破パスポート』による）。
- 末端区間がバス代行となっていた士幌線（キャンペーン期間中の1987年に廃止）では、線路名称上の終着駅だった十勝三股駅ではなく、鉄道運行の終着駅であった糠平駅が終着駅とされた。
- 終着駅が貨物駅の北鹿島駅（現・鹿島サッカースタジアム駅）で、同駅への国鉄による旅客列車の運行もなかった鹿島線は、国鉄の旅客列車の終着駅だった鹿島神宮駅が終着駅とされた[注 7]。
- 起点が貨物駅の南福井駅だった越美北線は、実際に北陸本線からの分岐駅でかつ旅客駅でもある越前花堂駅が起点駅とされた[注 8]。

入会申込書が第1線区目の認定申告書を兼ねており、第1線区目の写真を送付したときに「チャレンジカード」と呼ばれる会員証が発行された。この会員証を呈示すると東急インの宿泊料金が割引になるといったサービスも行われていた。
キャンペーン期間中、各線の始発・終着駅の中には、踏破証明用として駅員の姿絵と駅名が描かれた「顔出し看板（顔ハメ看板）」（観光地や名所でよく見られる顔の部分がくりぬかれた看板）が設置された駅も多く見られた。
事務局からのキャンペーン情報告知や会員の体験談などの投稿を紹介する「会員のひろば」が、キャンペーン開始当初は『旅の手帖』誌上、1985年の『鉄道ダイヤ情報』月刊化以後は同誌誌上に開設されていた。

## 表彰
踏破線区数が切りのよい数字になると賞状がもらえ、30線区賞以上は達成者が最寄り駅として登録した駅の駅長より賞状と記念品が授与された。以下にその一覧を示す。（括弧内は国鉄分割民営化以降の呼称）
- 10線区踏破：10線区賞
- 20線区踏破：20線区賞
- 30線区踏破：30線区賞
- 40線区踏破：40線区賞
- 50線区踏破：富士賞（50線区賞）
- 80線区踏破：こだま賞（80線区賞）
- 100線区踏破：ひかり賞（100線区賞）
- 150線区踏破：旅客局長賞（150線区賞）
- 完全踏破: 総裁賞[注 10]（登録駅が所属する旅客鉄道会社の「社長賞」[注 11]）

当初は、キャンペーンにタイアップした富士写真フイルムの提供により、8ミリ映画カメラや8ミリ映写機などの副賞も存在したが、公正取引委員会の指導により、ごくわずかの期間で廃止された（実際にそれらの副賞をもらえた完乗者も存在したが、その数もごくわずかだった）。その後は30線区賞以上で記念品が授与されるとともに、副賞として抽選で旅行券やカメラなどが贈られた。
これら以外にも125線区ないし150線区以上の踏破者には努力賞が贈られる場合もあった。

## テレビ番組
キャンペーン初期の半年間、このキャンペーンのタイトルと同名の番組が、1980年4月5日から同年9月27日まで、土曜10:15 - 10:45（JST）にフジテレビ系列で放送されていた。目的地の紹介だけでなく、旅に出た人間の「心の旅」をストーリー化し、ドラマチック・ドキュメンタリーとして描くが番組コンセプト。ドラマ仕立てで、単に旅の紹介番組ではない。演出は、当時はCM界の鬼才で映画にも進出という位置付けの大林宣彦とSLブームの切っ掛けを作った一人・高林陽一。1980年4月5日の第一回放送は、高山本線（篠田三郎）、第二回が御殿場線（尾崎紀世彦・トビー門口）、第三回が小海線（柳生博）、第四回が篠ノ井線（范文雀）、第五回1980年5月3日放送が清水港線で、本格的にテレビ初出演の真野あづさ。真野がかつて父と訪れた三保の松原へ一人旅立ち、旅が自分を変えるという内容で、演出は大林。以降、第六回1980年5月10日放送が青梅線（峰岸徹）で、以降、大糸線（岡田奈々）、飯山線（中島ゆたか）などが放送された。
司会者の大野しげひさが20000キロの旅を継続している子供を紹介するものであった。
富士フイルム（現：富士フイルムホールディングス）の一社提供。

### スタッフ
- 企画：松原久晴（友映）
- 原作：宮脇俊三（「鐵道2万キロ」）

### 主題歌
オープニングテーマ『線路で描ける日本地図』
- 作詞：荒木とよひさ・高林陽一・大林宣彦／作曲：宮崎尚志／歌：成田賢
- 放送では1番を使用。1番の歌詞には国鉄路線が入っているが、「富山 直江津 北陸線」と、2015年3月14日以降JRに所属しない路線が含まれている[注 12]。なお2番の歌詞には特急・急行列車が入っているが、2017年3月4日のダイヤ改正時点で廃止されず残存しているのは「ひかり」「大雪」「さざなみ」「とき」「らいちょう (サンダーバード)」「あさま」「くろしお」「しらさぎ」「なんき (南紀)」のみである。

エンディングテーマ『終わりのない旅』
- 作詞：荒木とよひさ／作曲：宮崎尚志／歌：成田賢

### ネット局
特筆の無い限り全て同時ネット。
- フジテレビ（制作局）
- 石川テレビ[4]

| フジテレビ 土曜10:15 - 10:45枠                                                                                   | フジテレビ 土曜10:15 - 10:45枠 | フジテレビ 土曜10:15 - 10:45枠                                    |
| 前番組 | 番組名                         | 次番組                                                            |
| --- | ------------------------------ | ----------------------------------------------------------------- |
| ハイ!土曜日です （9:00 - 10:30） 【KTV制作。30分繰上げ】日本のこころ ふるさと駅 （10:30 - 10:45） 【30分繰上げ】 | いい旅チャレンジ20,000km       | メイコのくらしと税金                                              |
| フジテレビ 富士フイルム一社提供枠                                                                                |                                |                                                                   |
| （なし） | いい旅チャレンジ20,000km       | いい旅、ときめき本線 〜チャレンジ20,000km〜 （日曜10:30 - 11:00） |

その後1980年10月より、クイズ番組『いい旅、ときめき本線〜チャレンジ20,000km〜』とリニューアルした。

## 関連商品

### 踏破パスポート
弘済出版社から『ときめきの踏破パスポート』という名称で公式ルールブックが発行され、キヨスクの他に主要な書店でも販売されていた。ルールの記載以外に、踏破路線を記録するための白地図や踏破認証シールを貼付するチェックボードなどが掲載されていた。

### コミック『チャレンジくん』
荘司としお作による、いい旅チャレンジ20,000kmに挑戦する中学生（後に高校入学）を主人公にした「チャレンジくん」というタイトルのサスペンス風コミックが全5巻の単行本として弘済出版社より出版されていた。現在、Amazonキンドル、iBook、ebookJapanなどの電子書店でダウンロードが可能。また、大創産業のダイソーコミックシリーズとして（タイトルは「チャレンジ君」に変更）、1・2巻の内容に一部手を加えたものが「100円SHOPダイソー」にて販売されている。

### 踏破体験記『おやこでチャレンジ20,000km―発車のベルは聞こえずとも』
完全踏破達成者第2号及び第3号である角馨・雅明父子の踏破体験記。副題は子の角雅明が聴覚障害者であることに由来する。弘済出版社から公式関連本の扱いで1981年に刊行された。

### ボードゲーム
バンダイより「バンダイのいい旅チャレンジ20,000kmゲーム」というタイトルの2 - 6人用の日本一周ボードゲームが2,560円で販売されていた。
また、エポック社より「エポック社の日本旅行ゲーム～いい旅チャレンジ20,000km」というタイトルの日本一周ボードゲームが販売されていた。

## 類似企画
乗って乗ってチャレンジ2,500キロ
1996年度にJR北海道が実施した類似スタンプラリー企画。
JR四国チャレンジ856キロ
1996年度にJR四国が実施した類似企画。起点駅と終点駅で駅名標をバックに日付の入った写真を撮り事務局に送付する。事務局は踏破した各路線のメダルを送付し、全線踏破者にはメダルスタンドケースが贈られた。
バス旅フォトラリー
1998年7月から2000年3月にかけてJRバスグループ8社共同で実施された。JRバス路線の起点と終点で写真を撮り、踏破した路線数に応じて賞品がもらえる。JRバス全線を対象にすると膨大になるため、各社が選定した数路線ずつだけで実施した。完全踏破者から抽選で1人に、本物のバスが贈られるというルールだった。
トレイング2000 ポイントキャンペーン
1999年7月20日 - 2001年6月30日には、JR東日本により「トレイング2000ポイントキャンペーン」という類似企画が行われた。ただしこの企画は完全な乗り潰しではなく、一定の距離を乗車することに拠るポイント制である点がチャレンジ20,000Kmと異なっている。乗車駅と降車駅で駅名標をバックに写真を撮り事務局に送付する形態、事務局はその路線数に応じて賞品を授与する点は共通していた。
チャレンジ九州2000キロ
1999年10月9日 - 2000年12月31日にJR九州が実施した類似企画。JR九州管内の指定された25駅で駅名標をバックに写真を撮り事務局に送付する形態であった。
T-1グランプリ
2003年8月1日 - 2005年3月31日には、JR西日本により「DISCOVER WEST」キャンペーンの一環として「チャレンジ!T-1グランプリ 5000km」という類似企画が行われた。JR西日本の旅客線5,036.8km（2003年12月1日には可部線可部駅 - 三段峡駅間廃止に伴い、4,990.6kmに短縮）完乗を目指すものであった。駅名標を背景に撮った写真を事務局に送付するのだが、郵送だけでなく、インターネットの専用フォームから送付するのも可能だった。同社では「いい日旅立ち」・「DISCOVER JAPAN」など国鉄時代に行われたキャンペーンのリメイク版をよく実施しており、これもその一環ではないかと見られている。